# Julio Enciso
Julio César Enciso (ur. 23 stycznia 2004 w Caaguazú) – paragwajski piłkarz, występujący na pozycji ofensywnego pomocnika lub cofniętego napastnika w angielskim klubie Ipswich Town oraz w reprezentacji Paragwaju.